# T-symmetrie

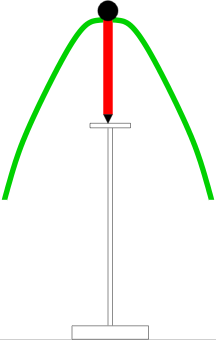
Dit speelgoed kan lang om zijn as op de punt draaien, maar als het door wrijving vertraagt en valt, komt het niet terug in de toestand van draaiing.

T-symmetrie is de symmetrie die optreedt bij omdraaiing van de 'tijd-as' :
{\displaystyle T:t\mapsto -t.}
Alhoewel deze symmetrie in beperkte – theoretische – context bestaat, is ze zeker niet alomtegenwoordig. Met name het onzekerheidsprincipe en de – immer toenemende – entropie vormen hiervoor het bewijs.